# Groupe À Droite!
Groupe À Droite! (französisch für Gruppe zur Rechten!) ist eine 2024 in der 17. Legislatur der französischen Nationalversammlung gegründete Fraktion. Sie entstand infolge der Spaltung von Éric Ciotti und seinen Anhängern von der konservativen Partei Les Républicains.

## Geschichte
In Folge der Europawahl 2024 löste der Präsident Emmanuel Macron das Parlament auf. Der Vorsitzende der konservativen Partei Les Républicains (LR) erklärte daraufhin, es brauche eine Allianz der Rechten zwischen Konservativen und Rassemblement National. Diese Position, die mit den Gremien der Partei nicht abgestimmt war, stieß auf heftigen Widerstand, infolgedessen Éric Ciotti seines Amtes enthoben und aus der Partei ausgeschlossen wurde. Mit Unterstützung des Rassemblement National stellte Éric Ciotti dennoch 61 Kandidaturen unter dem Label LR-RN für die Parlamentswahl 2024 auf. Von diesen wurden 16 gewählt.
Aufgrund des Ausschlusses von Éric Ciotti aus LR wurde eine neue Fraktion notwendig. So wurde die Groupe À Droite! zu Beginn der Legislaturperiode gegründet.

## Mitglieder
Die Fraktion umfasst 16 Abgeordnete. Ihr Vorsitzender ist Éric Ciotti.